# Elijah ben Joseph Chabillo
Eli (o Elijah) ben Joseph Chabillo (o Habillo) (Monzón, ... – XV secolo) è stato un filosofo e traduttore spagnolo di religione ebraica che visse a Monzón, in Aragona, nella seconda metà del XV secolo..
Ammiratore degli scolastici cristiani studiò il latino per tradurre in ebraico alcune delle loro opere, specialmente quelle che si occupano di psicologia. Tradusse dal latino le seguenti opere:
Di Tommaso d'Aquino:
- Quæstiones Disputatæ, Quæstio de Anima (Steinschneider, "Cat. Hamburg," No. 267);
- De Animæ Facultatibus (titolo ebraico Ma'amar be-Kochot ha-Nefesh). La traduzione di Chabillo fu pubblicata da Adolf Jellinek in Philosophie und Kabbala, Leipzig, 1854;
- De Universalibus (Steinschneider, l.c. No. 267);
- She'elot Ma'amar be-Nimtza ube-Mahut, quaestiones sul trattato di Tommaso d'Aquino sull'essere e la qualità (Neubauer, "Cat. Bodl. Hebr. MSS." No. 24538);

Di Guglielmo da Occam:
- Tre trattati tratti della Summa Totius Logices ai quali aggiunse un'appendice (MSS. Parma, No. 457);
- Quæstiones Philosophicæ (ib. No. 201).

Chabillo tradusse anche dal latino il De Causa di Aristotele (ib. No. 457). Secondo Jellinek e Moritz Steinschneider, Chabillo ha anche tradotto, anonimamente il De Universalibus di Vincenzo di Beauvais con il titolo Ma'amar Nikbad bi-Kelal (ib. No. 4577).